# Мацунага Хисахиде
Мацунага Хисахиде (1510-1577) био је јапански феудални господар (даимјо) који је држао северни део провинције Јамато у периоду анархије познатом као Сенгоку. 

## Биографија
Мацунага Хисахиде био је моћни феудални господар у северном делу провинције Јамато, где је држао замкове Шига (на западној граници са провинцијом Кавачи)  и Тамон код старе престонице Нара.  Године 1529. склопио је савез са Мијоши Чокеи-јем, главним вазалом тадашњег регента (канреи) Хосокава Харумото-а и постао гувернер Кјота 1529, чиме су Мијоши и Мацунага практично преузели власт у престоници и Пет домаћих провинција (Кинај) и фактички ставили под своју контролу владу шогуна Ашикага Јошихару-а и Ашикага Јошитеру-а, који су владали као њихове марионете. Године 1563. Матсунага је отровао Мијошијевог сина, а када је у пролеће 1565. шогун Јошитеру одбио да испуни његове захтеве, Мацунага је опсео његову палату Ниџо и натерао га на самоубиство. Убрзо затим завадио се са Мијоши тријумвиратом (који је управљао кланом Мијоши) и Мијоши Јошицугу-ом, наследником покојног Чокеи-ја, али је 1568. био принуђен да се покори Ода Нобунаги, који је заузео Кјото и поставио за шогуна Ашикага Јошиакија. Мацунага је помогао новом режиму да одбије напад на Кјото (5. јануара 1569) који су организовали протерани великаши (Мијоши тријумвират и Саито Тацуоки) са око 10.000 ронина са острва Шикоку.
1577. поново се побунио и Нобунагин син, Ода Нобутада опсео га је у његовом замку Шикизан. Замак је спаљен и Хисахиде је извршио самоубиство: његов син, Мацунага Коџиро, извршио је самоубиство тако што је пресекао грло мачем и скочио са бедема држећи у руци одсечену главу свога оца.
Мацунага Хисахиде био је истакнути мајстор јапанске церемоније чаја, и пре него што се убио уништио је наследни породични чајник непроцењиве вредности, како не би пао у руке непријатељу. Ова сцена била је омиљена тема јапанских сликара током периода Едо (1600-1868).